# Vodni (Krasnoarméiskaya, Krasnodar)
Vodni (del ruso: Водный) es un posiólok del raión de Krasnoarméiskaya del krai de Krasnodar, en Rusia. Está situado en las tierras bajas de Kubán-Azov en el inicio del delta del Kubán, 15 km al sudeste de Poltávskaya y 58 km al noroeste de Krasnodar. Tenía 571 habitantes en 2010
Pertenece al municipio Oktiábrskoye.